# 인지 행동 치료
인지 행동 치료(認知行動治療, 영어: Cognitive Behavioral Therapy, CBT) 또는 인지행동주의적 접근은 다양한 정신 건강 상태, 특히 우울증, 외상 후 스트레스 장애(PTSD), 불안 장애의 증상을 완화하는 것을 목표로 하는 심리 치료의 한 형태이다. 인지 행동 치료는 왜곡된 인지(생각, 믿음, 태도 등)와 이에 수반되는 행동을 변화시키는 데 중점을 두며, 이를 통해 감정조절능력을 개선하고 현재의 문제를 해결하는 개인적 대처 전략을 개발한다. 원래는 우울증 치료를 목적으로 개발되었으나, 불안, 부부 문제, ADHD, 섭식 장애 등 그 적용 범위가 확대되었다. 증거 기반의 기법과 전략을 사용하여 특정 정신병리학을 치료하는 여러 인지 또는 행동 심리 치료 기법들 역시 여기 포함된다.
CBT는 행동주의와 인지 심리학의 기본 원리를 결합한 일반적인 대화 치료법이다. 정신 분석적 접근과는 달리, CBT는 무의식적 의미를 찾고 진단을 내리기보다는 "문제 중심적"이고 "행동 지향적"인 치료법이다. 이는 진단된 정신 질환과 관련된 특정 문제를 해결하는 데에 중점을 둔다. 치료자는 내담자가 설정한 목표를 달성하고 증상을 완화하기 위해 효과적인 전략을 찾고 연습할 수 있도록 돕는다. CBT는 인지 왜곡과 부적응적 행동이 많은 심리적 장애의 발달과 유지에 효과적이고, 새로운 정보 처리 기술과 대처 기제를 가르침으로써 문제적 요소를 줄일 수 있다고 본다.
CBT 단독으로도 항우울제와 비교했을 때 경미한 우울증이나 경계성 인격 장애를 치료하는 데 유사한 효과가 있다는 연구 결과가 있다. 주요 우울 장애와 같은 정신 질환 치료에서 약물과 CBT를 병행하는 것이 가장 효과적이라는 연구도 있다. CBT는 아동 및 청소년의 대부분의 심리적 장애, 특히 공격성과 품행 장애에 대한 1차 치료법으로 권장된다.  성인에서도 특정 질환 치료에서는 다른 정통 심리 치료법들도 동등한 효과를 보였다.
대인 관계 치료(IPT)와 함께 CBT는 미국정신의학회, 미국심리학회, 영국 국민 보건 서비스(NHS) 등에서 심리사회적 치료의 주요 선택지로 권장되고 있다.

## 개요
CBT 모델은 행동심리학과 인지심리학의 기본 원리를 조합한 것이다. 이러한 인지행동주의적 접근을 맥락으로 하는 치료는, 행동의 배후에 있는 무의식적인 의미를 찾은 다음 진단을 내리는 정신 분석적 접근과 같은 개인에 대한 연대기적 접근법과는 다르다. 대신, CBT는 "문제 중심적"이고 "행동 지향적"이며, 정신 장애와 관련된 특정 문제를 치료하는데 사용되며 치료의 역할은 치료의 확인된 목표를 달성하기 위한 효과적인 전략을 찾아 내고 실행하도록 돕는 것이다. 본 방법을 통해서 정신적 장애의 증상을 감소시킬 수 있다.

## 설명
주류 인지행동치료는 부적응적 사고의 변화가 행동과 정동에서의 변화를 가져다 준다는 것을 전제로 한다. 그러나 최근에는 사고 자체의 변화보다는 부적응적 사고와의 관계에서의 변화를 강조하고 있다. 인지행동치료의 목적은 한 개인의 증상을 진단하는 것이 아니라 그 사람 전체를 바라보는 것이며 무엇이 바뀔 수 있는지를 결정하는 것이다.

### 인지적 왜곡
치료사나 컴퓨터 기반 프로그램은 인지행동치료 기법을 사용하여 행동 패턴과 신념에 이의를 제기하고, 과잉일반화, 부정적인 면에 대한 과장, 긍정적인 면에 대한 축소, 파국화(catastrophizing)와 같은 인지왜곡이라는 사고 오류들을 보다 현실적이고 효과적인 사고로 대체하여, 정서적 고통과 자멸적 행동을 감소시키는 것이다. 인지왜곡에는 자신에게 어떠한 차별이 가해지고 있다고 잘못 생각하는 것(pseudo-discrimination belief)이나 과잉일반화가 있다. 인지행동치료 기법은 인지왜곡에 대하여 열린 자세로 대할 줄 알고 마음에 두면서도 이해하려는 자세를 취하여 이들의 효과를 감소시키는 데에도 도움이 된다.

### 가정
2008년에 연구진들은 기존 연구 문헌들을 바탕으로 인지행동치료(CBT)에서 사용되는 인지치료의 주요 가정을 14가지로 정리하였다:
1. 인간의 감정은 주로 사건 자체가 아니라 사람들의 생각과 인식에 의해 발생한다.
2. 사건, 생각, 감정, 행동, 생리적 반응은 서로 영향을 미친다.
3. 비현실적인 생각이 역기능적 감정을 유발하며, 이를 줄이기 위해서는 비합리적 사고를 인식하고 이를 변화시키는 것이 필요하다.
4. 인간은 비합리적인 생각을 발달시키는 선천적 경향을 가지며, 이 경향은 환경에 의해 강화된다.
5. 사람들은 자신들의 믿음을 유지하고 강화함으로써 자신의 역기능적 감정에 대해 상당한 책임을 진다.
6. 역기능적 생각, 감정, 행동을 수정하려면 지속적인 노력이 필요하다.
7. 합리적인 사고는 역기능적 감정의 빈도, 강도, 지속 시간을 줄이는 경향이 있으며, 감정의 부재를 초래하는 것은 아니다.
8. 긍정적인 치료 관계는 성공적인 인지치료에 필수적이다.
9. 인지치료는 치료사가 내담자를 교육하는 교사-학생 관계를 기반으로 한다.
10. 인지치료는 소크라테스식 문답법을 사용하여 인지 왜곡을 도전하고 수정한다.
11. 숙제는 인지치료의 중요한 요소로, 치료 중 배운 기술을 강화한다.
12. 인지적 접근법은 활동적이고, 지시적이며, 구조화된 방식으로 이루어진다.
13. 인지치료는 일반적으로 단기적이다.
14. 인지치료는 예측 가능한 단계에 기반한다.이에 따라 인지행동치료는 생각, 감정, 행동, 생리적 반응 간의 연관성을 파악하고, 역기능적 감정이 발생하는 순간을 인지하며, 이러한 감정과 관련된 생각에 질문을 던지고, 비합리적 생각을 현실에 기반한 생각으로 대체하고, 새로운 사건 해석에 기반하여 행동을 수정하며, 경우에 따라 인지 왜곡의 근간이 되는 주요 신념과 태도를 인식하고 변화시키는 것을 필요로 한다.

같은 연구자들은 이후 마찬가지로 기존의 연구들을 참고하여 CBT에서 사용되는 행동치료의 가정에 대해 논의했다. 여기서 제안된 행동치료의 가정은 다음과 같다.
1. 행동은 정신병리의 발생, 지속, 악화에 중요한 역할을 한다.
2. 학습 이론은 행동이 학습될 수 있고 학습되지 않을 수도 있음을 보여주며, 정신질환 치료를 이해하는 데 핵심적이다.
3. 치료 시작 시 철저한 평가(응용행동분석)가 필수적이다. 이 평가는 행동의 식별, 행동의 유발·조정·지속 요인, 행동의 결과, 회피, 개인적 자원 등을 포함한다.
4. 치료의 효과는 치료 과정 전체에서 지속적으로 모니터링된다.
5. 행동치료는 과학적 접근에 기반하며, 다양한 치료 형태는 엄격한 증거를 통해 평가된다.
6. 행동치료는 활동적이고, 지시적이며, 구조화된 방식으로 이루어진다.

### 기술
주류 인지행동치료는 한 개인의 사고 방식, 혹은 특정한 습관이나 행동에 반응하는 방식에 이의를 제기함으로써, 부적응적인 대처기술, 인지, 정서, 행동들을 적응적(adaptive)인 것으로 대체하는데 유용하다. 그러나 노출훈련이나 기술훈련(skills training)과 같은 행동치료 요소 외에, 위와 같은 인지치료 요소들이 인지행동치료의 효과에 있어서 어느 정도 비중을 점하고 있는지는 여전히 논쟁이 있다.

### 치료단계
인지행동치료는 아래 여섯 단계로 이뤄진다.
1. 평가 혹은 심리평가
2. 재개념화
3. 기술습득
4. 기술강화 및 적용훈련
5. 일반화 및 유지
6. 치료후 후속평가(Post-treatment assessment follow-up)

이러한 단계들은 캔퍼(Kanfer)와 새슬로(Saslow)가 고안한 체계를 기반으로 하고 있다. 바꿔야 할 행동이 과한 건지 부족한 것인지, 그리고 치료를 받은 적 있는지를 판별한 후에, 심리사는 개입(intervention)이 성공하였는지 여부도 판단해야 한다. 예를 들어, 목표가 행동을 감소시키는 거였다면, 기준치에 호응하여 감소가 있었을 것이지만, 임계행동(critical behavior)이 기준치에 혹은 기준치 이상이라면, 개입은 실패한 것이다. 이때 평가 단계는 다음과 같다.
1. 임계행동 판별
2. 임계행동이 과한 것인지 부족한 것인지를 결정
3. 임계행동의 빈도, 지속, 강도, 기준치를 수치화하기
4. 과잉이면 행동의 빈도, 지속성, 강도를 감소시키고, 부족이면 행동을 증가시키기[38]

여기서 재개념화 단계는 인지행동치료의 인지치료 부분의 대다수를 차지한다. 호프만(Hofmann)은 근대 인지행동치료 접근법을 간략 기술하였다.

### 치료 프로토콜
인지행동치료 프로토콜은 다양하며, 포로토콜 간에는 중요한 유사성이 있다. '인지행동치료'라는 용어에는 주의분산, 형상화, 동기부여 자기대화(motivational self-talk)와 같은 자기지시, 완화 또는 바이오피드백, 적응적 대처전략 개발(부정적 혹은 자멸적 사고 최소화), 고통과 목표설정에 있어서 부적응적 신념 개선 등과 같은 다양한 개입 방식이 포함된다. 치료는 특정 기법 추동의 심리적 장애에 대한 간편하고 직접적이며 기한이 정해진 치료법과 함께 책자로 작성되기도 한다. 인지행동치료는 개별치료와 집단치료로 이용되며, 기법들은 자기계발 적용으로 이용되기도 한다. 임상가와 연구자 일부는 인지재구축(cognitive restructuring)과 같은 인지치료에 중점을 두지만, 일부는 생체내 노출치료(in vivo exposure therapy)와 같은 행동치료에 중점을 두기도 한다. 심상적 노출치료 등은 인지와 행동 두 접근방식을 적절히 조화시킨다.

### 관련 기법
인지행동치료는 노출치료, 스트레스 면역, 인지처리치료, 인지치료, 이완 훈련, 변증법적 행동치료(dialectical behavior therapy), 수용전념치료와 같은 다양하지만 서로 관련되어 있는 기법들을 다양하게 결합하여 시행한다. 일부 관련 종사자들은 치료 과정의 일부로서 자기인식(self-awareness)에 중점을 두는 마음챙김 인지치료(mindful cognitive therapy)를 개발하기도 했다.

## 프레임워크
CBT는 사고 왜곡과 부적응 행동이 심리적 장애의 발달과 유지에 중요한 역할을 한다는 프로세스에 기반을 두고 있으며, 새로운 정보 처리 기술과 대처 메커니즘을 가르침으로써 증상과 그에 따른 고통을 줄일 수 있다고 밝혀졌다.

## 자동적 사고
아론 벡은 특정 유형의 상황에대한 습관적인 해석적 사고가 정서적 고통의 원인이 될 수 있는 인지적 사고의 과정을 확인하였다. 이 가설에서 벡(Beck)은 이러한 생각을 "자동적 사고"(Automatic Thoughts)라고 불렀으며 이러한 가설을 전제로 인지행동치료(CBT)를 구체화하였다.

## 같이 보기
- 교류분석이론(TA)
- 노출및반응방지
- 몰입
- 범불안장애
- 심리치료
- 앨버트 엘리스
- 에드워드 톨먼
- 인지정서행동치료(REBT)
- 행동 수정

## 참고 문헌
- 중년여성의 우울을 위한 인지행동 독서치료 단일사례연구 - Single Case study of Cognitive Behavior Bibliotherapy for Depression of The middle-aged woman
- 사회불안장애 청소년을 위한 인지처리과정 강화 인지행동치료 프로그램 개발 및 효과-Cognitive Behavioral Therapy focusing on Cognitive Process Enhancement for Adolescents with Social Anxiety Disorder
- ADHD 성향 대학생을 위한 인지행동치료 프로그램의 개발 및 효과-The Development and Effectiveness of Cognitive Behavioral Therapy Program for College Students with ADHD Tendency
- (AEI-REBT/CBT Psychoses Manuals,REBT in the Treatment of Psychoses,Professor, Ph.D., Daniel David)https://albertellis.org/rebtcbt-psychoses-manuals/
- Front Psychol. 2016; 7: 1423.Published online 2016 Sep 20. doi: 10.3389/fpsyg.2016.01423 PMCID: PMC5028385 PMID: 27703441, Rational Emotive Behavior Therapy (REBT), Irrational and Rational Beliefs, and the Mental Health of Athletes,Martin J. Turner